# Accident ferroviari de Sant Boi de Llobregat de 2022
L'accident ferroviari de Sant Boi de Llobregat va ocórrer la tarda del 16 de maig de 2022 a la línia Llobregat-Anoia dels Ferrocarrils de la Generalitat de Catalunya (FGC). Un tren de mercaderies carregat de potassa va descarrilar en una corba d'entrada a l'estació de Sant Boi i va bolcar un dels vagons sobre la via adjacent, just quan circulava un tren de passatgers en sentit contrari. El comboi de viatgers va col·lidir contra el vagó descarrilat, accident que va provocar la mort del maquinista del tren de passatgers i va deixar 86 persones ferides. Es tracta del primer accident amb víctimes mortals en la història dels FGC des que la Generalitat de Catalunya és propietària i gestora del servei.

## Descripció de l'accident
L'accident es va produir cap a les 18.00 hores a la sortida de l'estació de Sant Boi de Llobregat. El tercer vagó d'un tren de mercaderies que transportava potassa cap al Port de Barcelona va descarrilar en una corba pronunciada a aproximadament 300 metres de l'estació, bolcant parcialment sobre la via del costat. En aquell moment, un tren de passatgers amb destinació Martorell Central estava sortint de l'estació pel carril contrari i va topar frontalment amb el vagó de mercaderies descarrilat. L'impacte va destrossar la cabina de la locomotora del tren de passatgers, provocant la mort instantània del seu maquinista. Dins el tren de passatgers hi viatjaven prop d'un centenar de passatgers, la majoria dels quals van patir contusions i ferides de diversa consideració.
Immediatament després de la col·lisió es va activar un ampli dispositiu d'emergències. Es van mobilitzar dotacions de Bombers de la Generalitat, unitats del Sistema d'Emergències Mèdiques (SEM) i patrulles dels Mossos d'Esquadra, incloent-hi 16 ambulàncies, 2 helicòpters medicalitzats, 10 dotacions de bombers i més d'una desena de patrulles policials. Els equips d'emergència van evacuar els quatre vagons del tren de passatgers en menys de mitja hora, ajudant els viatgers a sortir dels cotxes i a caminar fins a una esplanada segura. En total es van atendre 86 persones ferides (dues amb lesions de caràcter menys greu i 84 lleus); nou d'elles van requerir hospitalització inicialment, però van ser donades d'alta en pocs dies. A més, es va confirmar la defunció del maquinista del tren de passatgers, un home de 29 anys, veí de Martorell, que viatjava sol a la cabina en el moment de l'impacte.

## Trens implicats i línia afectada

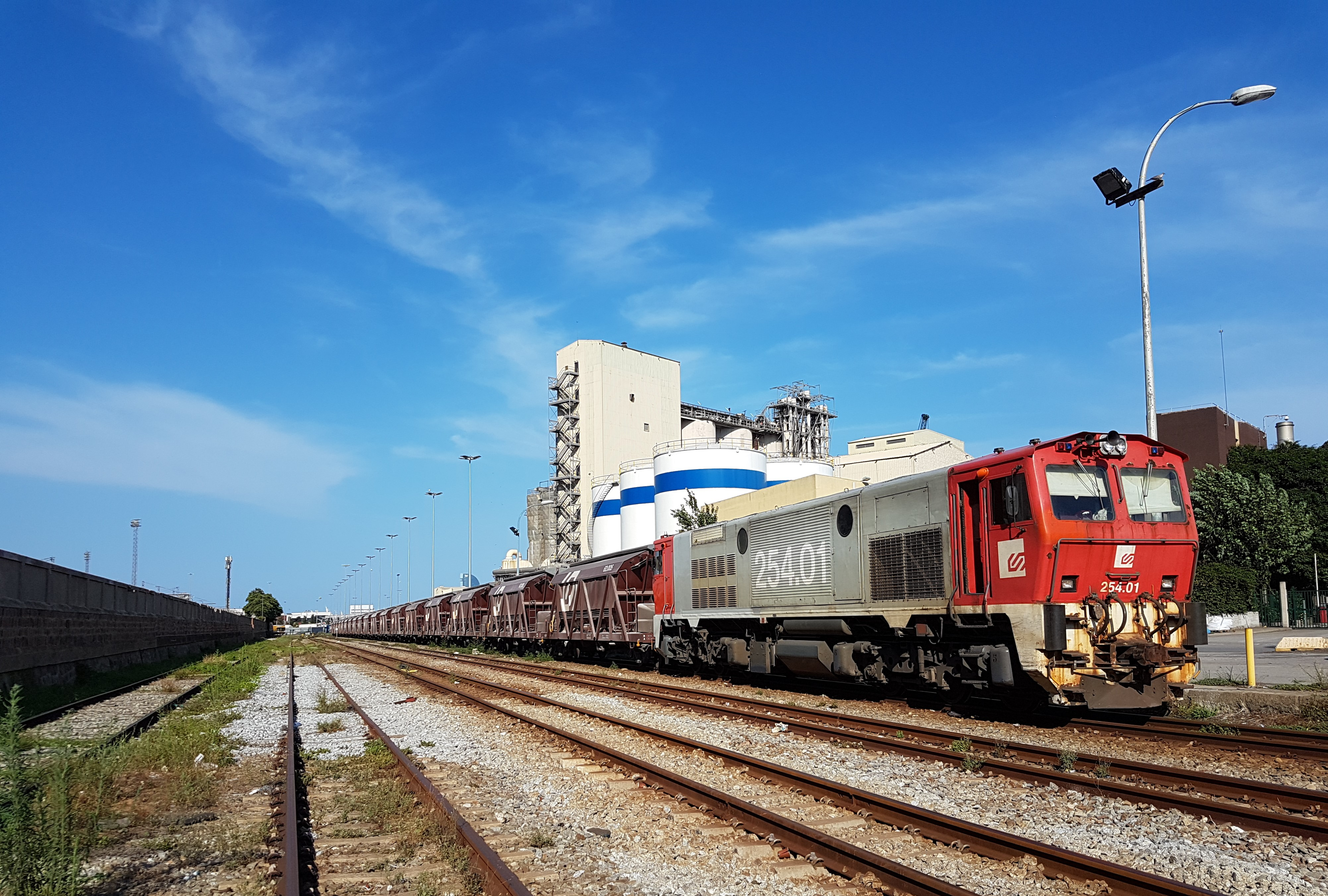
Tren de mercaderies transportant potassa al Port de Barcelona.

Els trens implicats pertanyien a la línia Llobregat-Anoia dels FGC, que connecta Barcelona (plaça d'Espanya) amb diverses poblacions del Baix Llobregat, Anoia i Bages. El tren de passatgers accidentat era un comboi de línia regular dels FGC, format per quatre cotxes i amb capacitat aproximada per un centenar de viatgers. En el moment del xoc, aquest tren sortia de l'estació de Sant Boi amb destinació Martorell Central. Per la seva banda, el tren de mercaderies implicat era un comboi dedicat al transport de potassa procedent de les mines de Súria (Bages) amb destinació al Port de Barcelona. Segons dades facilitades per FGC, el tren de mercaderies constava de diversos vagons tipus tremuja carregats de potassa, dels quals el tercer vagó va descarrilar i bolcar durant l'accident. La locomotora i la resta de vagons van quedar detinguts després de la brusca frenada automàtica i el subseqüent descarrilament parcial del comboi.
El punt exacte de la col·lisió se situa al punt quilomètric 9,4 de la línia, en una corba d'entrada a l'estació de Sant Boi de Llobregat. En aquest tram, s'hi estaven executant obres de manteniment rutinàries i hi havia implantada una limitació temporal de velocitat de 30 km/h (anteriorment la velocitat màxima era de 60 km/h en condicions normals). La senyalització de la zona inclou un sistema de balises que requereixen confirmació per part del maquinista quan cal desviar un tren cap a una via apartador més endavant; la manca de reconeixement d'aquesta senyalització provoca, per seguretat, l'activació d'una frenada automàtica del tren.

## Cronologia dels fets

### 16 de maig de 2022 (dia de l'accident)
Poc abans de les 18.00 hores, el tren de mercaderies circula per Sant Boi de Llobregat amb destinació al Port de Barcelona. A l'entrada de l'estació, el sistema de seguretat detecta que el maquinista no confirma un senyal acústic/lluminosa que l'avisa d'un desviament de via proper, i automàticament s'activa una frenada d'emergència del comboi de mercaderies. Com a conseqüència, a la corba de Sant Boi descarrila el tercer vagó del tren de mercaderies, que surt dels raïls mentre el tren s'atura sobtadament. Uns 46 segons després de la frenada, el maquinista de mercaderies (il·lès en aquest punt inicial) reprèn la marxa sense adonar-se que porta un vagó fora de la via. El tren de mercaderies recorre 138 metres amb el vagó descarrilat fins que les rodes d'aquest vagó topen amb l'aparell de via (canvi d'agulles) d'una desviació, fet que provoca el bolcat del vagó descarrilat sobre la via contigua. Només 9 segons després de bolcar el vagó, el tren de passatgers que acabava de sortir de l'estació de Sant Boi pel costat contrari col·lideix contra l'obstacle a uns 30 km/h, sense temps material per evitar-lo malgrat la frenada d'emergència accionada pel maquinista en veure la presència del vagó envaint la via. L'impacte, ocorregut aproximadament a les 18.00 hores, es concentra a la cabina de la locomotora del tren de passatgers, que queda escombrada pel xoc.

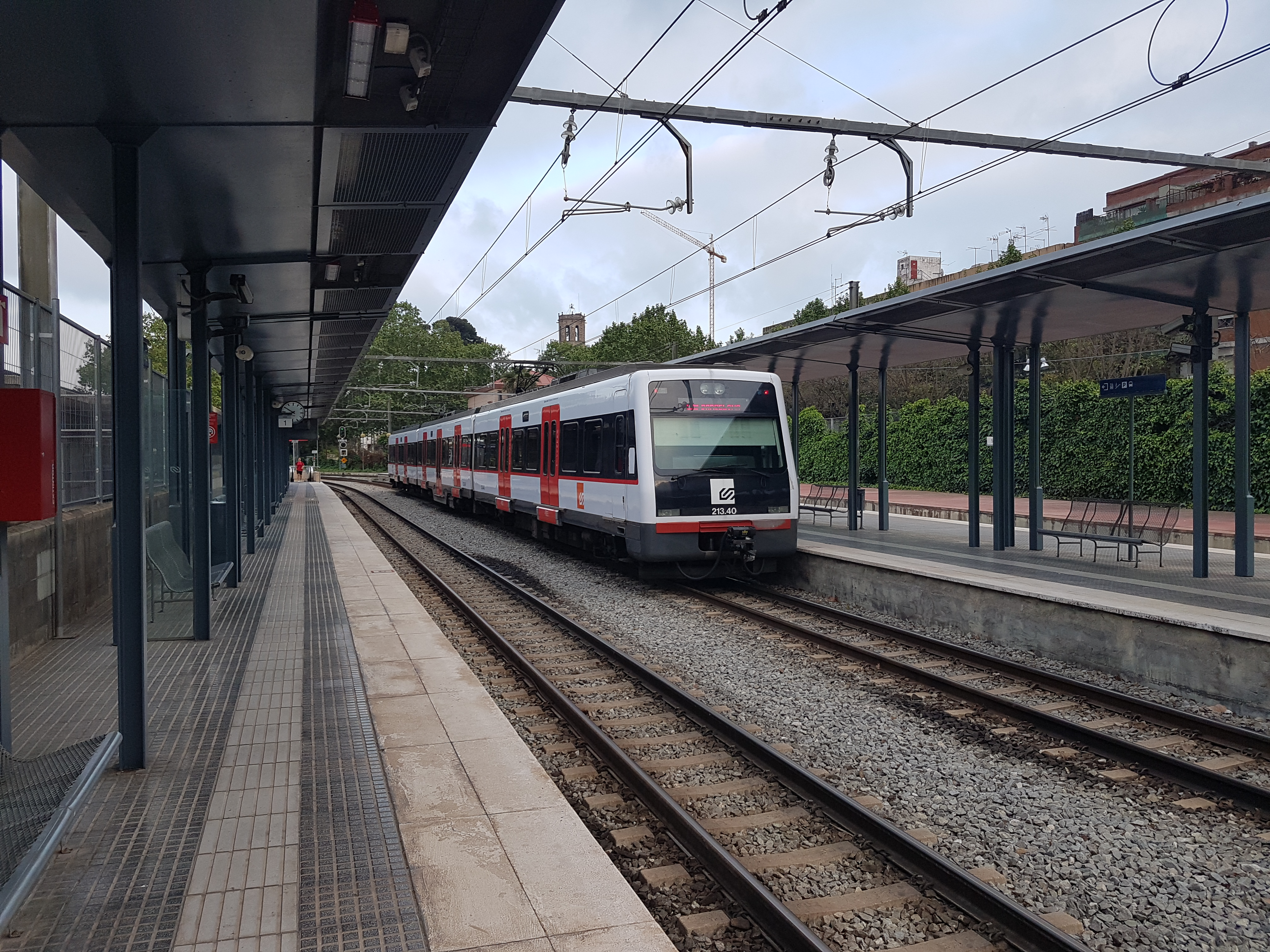
Estació de Sant Boi de Llobregat, amb un tren de passatgers de la mateixa sèrie que el sinistrat.

Immediatament després, testimonis descriuen escenes de pànic dins el tren de passatgers, que va frenar en sec fent caure molts viatgers al terra dels cotxes. Diversos passatgers van trucar als serveis d'emergència mentre ajudaven altres viatgers afectats. En pocs minuts arriben els primers equips d'emergència al lloc: bombers, personal mèdic del SEM i agents de policia, que organitzen l'evacuació dels ferits utilitzant escales per baixar dels vagons inclinats i conduint els passatgers a un punt segur. En paral·lel, s'estableix un perímetre de seguretat i es talla la circulació ferroviària entre les estacions de Sant Boi de Llobregat i Molí Noi-Ciutat Cooperativa, així com la carretera local BV-2002 que passa a prop, per facilitat l'accés dels equips d'emergència i de les grues de gran tonatge necessàries per retirar el material sinistrat.
Al vespre, els Mossos d'Esquadra confirmen la recuperació de les caixes negres de la locomotora de mercaderies i del tren de passatgers, i el Jutjat d'Instrucció núm. 5 de Sant Boi de Llobregat obre diligències per investigar les causes de l'accident. Tècnics dels FGC i dels bombers treballen durant tota la nit per començar a moure el vagó bolcat i restablir com més aviat la infraestructura afectada.

### 17 de maig de 2022
Durant el matí següent, continuen les tasques de retirada dels trens accidentats amb l'ajut de dues grues de grans dimensions i de reparació de la via malmesa. Mentrestant, el servei ferroviari de la línia Llobregat-Anoia resta interromput entre Sant Boi i Molí Nou, habilitant-se un servei alternatiu d'autobusos entre aquestes estacions per garantir la mobilitat dels usuaris. La resta de la línia funciona en dos segments separats: Barcelona (plaça d'Espanya) fins a Sant Boi de Llobregat, i de Molí Nou-Ciutat Cooperativa cap a les destinacions d'Igualada i Manresa, amb transbordaments coordinats amb Rodalies de Catalunya en estacions com la de Martorell Central. Durant el dia, la carretera BV-2002 també és reoberta al trànsit un cop finalitzades les tasques principals d'emergències.
Aquesta jornada del 17 de maig també es van viure diverses mostres de dol i suport. A migdia, l’Ajuntament de Sant Boi de Llobregat va celebrar un minut de silenci en memòria del maquinista difunt, amb presència de treballadors municipals i dels FGC, i es van onejar banderes a mig pal a la ciutat. En paral·lel, tots els ferits hospitalitzats (nou en total) evolucionen favorablement i al llarg del dia van rebent l’alta mèdica, de manera que a última hora del dimarts ja no quedava cap passatger ferit greu ingressat.

### 18 de maig de 2022
En les primeres hores del dimecres, Ferrocarrils de la Generalitat de Catalunya aconsegueix retirar completament el material accidentat i realitza inspeccions de seguretat a la via afectada. Després de comprovar l’estat de la infraestructura, a mig matí del dimecres es restableix la circulació ferroviària en el tram Sant Boi de Llobregat - Molí Nou-Ciutat Cooperativa, recuperant la normalitat del servei a tota la línia Llobregat-Anoia. La reobertura es fa, segons l’alcaldessa de Sant Boi de Llobregat, “amb totes les garanties de seguretat”, responent a la petició expressa del consistori d’assegurar-se que no hi hagués cap defecte a la via abans de reprendre l’activitat.

### Setmanes i mesos posteriors
En dies immediatament posteriors, la companyia i les autoritats inicien investigacions detallades (vegeu apartat de Causes més avall). A finals de maig de 2022 es mantenen encara investigacions en curs i es comença a apuntar l’excés de velocitat com a causa probable. El 27 de juliol de 2022, el director general dels FGC compareix al Parlament de Catalunya per presentar els resultats preliminars de l’informe tècnic de l’accident. Aquest informe confirma diversos detalls clau del sinistre i serà entregat al jutjat instructor per a la seva anàlisi en el marc de la investigació judicial.

## Causes i investigació oficial
La investigació oficial de l’accident, basada en l’anàlisi de les caixes negres dels dos trens i d'altres evidències tècniques, va concloure que la causa principal va ser un error humà combinat amb circumstàncies operatives. Segons l’informe tècnic dels FGC presentat el juliol de 2022, el tren de mercaderies circulava a 43 km/h en un tram limitat a 30 km/h per obres, de manera que superava la velocitat permesa abans de descarrilar. Aquesta velocitat excessiva en una zona de corba i manteniment va fer que, en activar-se la frenada automàtica de seguretat (a causa de la manca de confirmació del senyal de desviament), el comboi patís una desestabilització brusca i descarrilés un dels vagons. Es va constatar que el sistema de senyalització va actuar correctament: davant la falta de resposta del maquinista al senyal lluminós i acústic que indicava un proper desviament de via, el tren es va frenar automàticament per seguretat, però aquesta frenada sobtada a la velocitat inadequada va provocar el descarrilament.
L’informe detalla que el maquinista del tren de mercaderies no va comunicar immediatament l’incident de la frenada d’emergència al Centre de Control d’FGC, i que va reiniciar la marxa del tren 46 segons després sense adonar-se que un vagó havia sortit de la via. El tren va continuar avançant amb el vagó descarrilat fins que aquest va topar amb un canvi d’agulles, fet que en va causar el bolcament sobre la via adjacent. Pocs segons després es produïa la col·lisió amb el tren de passatgers que arribava. Segons els investigadors, el maquinista del tren de passatgers va reaccionar tan bon punt va veure l’obstacle i va activar la frenada d’urgència, cosa que va reduir la velocitat d’impacte a uns 30 km/h i va evitar conseqüències encara més greus per als viatgers. Malgrat tot, la distància era tan curta que va ser impossible aturar completament el tren abans del xoc. La col·lisió a 30 km/h amb el vagó bolcat va destrossar la cabina, causant la mort del conductor, però la resta de cotxes de passatgers van resistir l’impacte sense bolcar ni patir deformacions estructurals majors, fet que va contribuir a salvar vides entre els passatgers.
Els resultats de l’informe dels FGC van descartar que hi hagués cap fallada en el material rodant o en la via que expliqués per si sola l’accident. En concret, la direcció d’FGC va desmentir problemes en el canvi d’agulles (ja que en el tram de via on es va iniciar el descarrilament “no n’hi ha”, segons FGC) i va afirmar que no constaven queixes prèvies sobre l’estat de la via en aquell punt. No obstant això, aquestes afirmacions van ser objecte de controvèrsia. Diversos maquinistes i sindicats van assenyalar que feia mesos que s’havia alertat d’un possible mal estat de la via al punt quilomètric 9,4 (just el lloc del sinistre) i que, de fet, el març de 2022 s’hi havia fet una intervenció de manteniment arran d’una incidència reportada. El sindicat de maquinistes SEMAF va denunciar que hi havia una “deficiència d’infraestructura” en aquell tram i que per aquest motiu s’havia imposat la limitació temporal de 30 km/h, criticant que la versió oficial dels FGC desvinculés completament l’estat de la via de l’accident. Igualment, SEMAF va posar en dubte l’exhaustivitat de l’informe d’FGC (el qual es basava en dades tècniques, però no incloïa entrevistes a maquinistes ni testimonis) i va reclamar una investigació independent i externa per aclarir els fets amb totes les garanties.
Altres factors avaluats en la investigació van ser la càrrega i pes del tren de mercaderies. Els combois de potassa són especialment pesants, i es va analitzar si l’estat de la càrrega o una possible distribució irregular podrien haver influït en el descarrilament del vagó afectat. Això no obstant, a data de la investigació preliminar no es van publicar evidències concloents sobre cap error tècnic en els vagons ni en la càrrega. Tot apuntava, doncs, a un excés de velocitat i un error de protocol del maquinista del tren de mercaderies (en no respectar la limitació ni confirmar la senyal, i no detenir completament el tren després de la frenada automàtica) com a causes primàries de l’accident. El jutjat d’instrucció núm. 5 de Sant Boi de Llobregat va mantenir oberta la investigació judicial, pendent de rebre tots els informes pericials definitius dels Mossos d’Esquadra i de la pròpia FGC per depurar responsabilitats.

## Conseqüències

### Conseqüències humanes
L’accident va deixar un balanç d’una víctima mortal i desenes de ferits. L’única víctima mortal va ser el maquinista del tren de passatgers, identificat com a Albert Martínez, de 29 anys i veí de Martorell. Va morir a l’acte a causa de l’impacte frontal que va destruir la cabina des d’on conduïa. Pel que fa als passatgers, segons Protecció Civil al tren viatjaven unes 150 persones en el moment del xoc. D’aquestes, 86 van resultar ferides (la gran majoria de caràcter lleu). Concretament, 2 passatgers van patir lesions considerades menys greus (que van requerir atenció hospitalària sense risc vital) i 84 passatgers amb ferides lleus (contusions i crisis nervioses principalment). Immediatament després de l’accident, 77 persones ferides lleus van poder ser ateses in situ pel SEM i van rebre l’alta al mateix lloc dels fets, mentre que 9 persones (incloses les 2 de menys greus) van ser traslladades a centres hospitalaris propers (Hospital de Sant Joan Despí Moisès Broggi, Hospital General de Sant Boi de Llobregat i Hospital de Viladecans). En tots els casos, els ferits van evolucionar positivament i cap vida no va córrer perill; al cap de 24 hores tots els hospitalitzats havien estat donats d’alta o estaven fora de perill.
L’impacte psicològic també va ser significatiu tant per als passatgers com per als treballadors dels FGC. En el moment de l’evacuació, es van mobilitzar psicòlegs del SEM per atendre la família del maquinista difunt i aquells viatgers afectats per crisi d’angoixa a causa de l’ensurt. Molts passatgers van patir moments de pànic durant els instants posteriors al xoc, tot i que la ràpida arribada dels serveis d’emergència i el fet que l’accident no empitjorés va ajudar a calmar la situació.

### Danys materials
Els danys en el material rodant van ser greus. El vagó número 3 del tren de mercaderies (tipus vagó tremuja de potassa) va quedar bolcat sobre la via i fortament deformat pel descarrilament i la posterior col·lisió. Part de la càrrega de potassa es va vessar a les vies. La locomotora del mercaderies i la resta de vagons no van bolcar, però van patir desperfectes menors i van quedar immobilitzats fins a ser retirats mitjançant grues. El tren de passatgers (unitat elèctrica d’FGC de quatre cotxes) va patir la destrucció total de la seva cabina frontal del primer cotxe motor. La resta de cotxes van quedar danyats de forma moderada (principalment impacte i descarrilament parcial del primer bogi) però estructuralment íntegres. Aquest fet va contribuir a protegir els passatgers a l’interior, concentrant la força del xoc a la part frontal del tren. La via ferroviària va patir danys importants en un tram d’uns quants centenars de metres: es van malmetre trams de carril, travesses i un aparell de via (agulla) a causa del descarrilament del vagó i el posterior bolcat. També es van veure afectats el sistema de catenària i senyalització en la zona de l’impacte. La reparació d’aquests danys va requerir treballs intensius durant dos dies, incloent la substitució de la secció de via malmesa i la revisió de l’alineació de la via contigua.

### Afectacions operatives
L’accident va provocar la interrupció immediata del servei ferroviari a la línia Llobregat-Anoia en el tram entre les estacions de Sant Boi de Llobregat i Molí Nou-Ciutat Cooperativa. Des de la tarda del 16 de maig fins al matí del 18 de maig, aquest tram va romandre tancat per permetre les tasques de rescat, investigació i reparació. FGC va establir un servei alternatiu d’autobusos per transportar els usuaris entre Sant Boi i Molí Nou, assegurant la continuïtat de la circulació. La resta de la línia es va mantenir operativa en dos trams separats: de Barcelona (plaça d'Espanya) a Sant Boi de Llobregat, i de Molí Nou-Ciutat Cooperativa cap a Martorell, Igualada o Manresa, gestionant transbords i rutes alternatives (per exemple, es va recomanar als passatgers amb destinació Barcelona que des de Martorell fessin transbord a la línia R4 de Rodalies de Catalunya). Durant el tall, no es van registrar retards significatius fora del tram afectat gràcies a aquestes mesures alternatives.
La normalitat operativa es va recuperar totalment el dimecres 18 de maig al migdia, un cop retirats els trens accidentats amb grues i reparada la infraestructura. FGC va dur a terme proves de seguretat abans de reobrir el trànsit de trens, incloent-hi circulacions de comprovació de via buides per verificar l’estat de la via i la catenària. La represa es va fer sense incidències i el servei es va restablir amb puntualitat. Malgrat tot, l’accident va tenir repercussions operatives posteriors: el vagó sinistrat i la unitat de tren de passatgers afectada van quedar fora de servei permanentment a causa dels danys, i es va iniciar el procediment per a la seva baixa i desballestament. FGC va redistribuir material rodant de reserva per cobrir les circulacions d’aquella línia, minimitzant l’impacte en la capacitat de transport després de l’accident.

## Reaccions institucionals, socials i mediàtiques
L’accident de Sant Boi de Llobregat va commocionar l’opinió pública catalana, atès que es tractava d’un sinistre greu en una xarxa ferroviària considerada molt segura i que fins aleshores no havia registrat cap mort. Les institucions van reaccionar ràpidament mostrant condol per la víctima i suport als afectats. El mateix vespre del 16 de maig, el president de la Generalitat, Pere Aragonès, va expressar a través de xarxes socials el seu condol i tot el suport a la família del maquinista mort, i va assegurar que el Govern es mantenia pendent dels treballs d’emergència i de l’evolució dels ferits. En la mateixa línia, el president del govern espanyol, Pedro Sánchez, es va declarar «consternat» per l’accident i va trucar Aragonès per oferir la màxima col·laboració i solidaritat de l’executiu estatal. Sánchez va traslladar el seu condol a la família de la víctima i va desitjar una pronta recuperació als ferits. La ministra de Transports, Raquel Sánchez, també va qualificar l’accident de “tràgic” i es va mostrar profundament afectada per la mort del maquinista, tot afirmant que seguia de prop la situació dels ferits.
A nivell local i sectorial, les mostres de suport també van ser notòries. L’endemà, l’alcaldessa de Sant Boi de Llobregat, Lluïsa Moret, va encapçalar el minut de silenci a la ciutat i va subratllar “l’impacte social i emocional” d’un succés així en una localitat amb gran tradició ferroviària. Moret va recordar que mai en més de 100 anys de ferrocarril a Sant Boi de Llobregat havia passat un accident d’aquestes característiques, i va remarcar la importància de restablir el servei “amb totes les garanties de seguretat” per retornar la confiança als usuaris. Els companys de feina del maquinista difunt (altres maquinistes i personal dels FGC) van fer minuts de silenci simultanis a diferents estacions (Rubí, Martorell, Sarrià) el dia 17 de maig, i van dedicar aplaudiments en record seu, compartint a xarxes missatges de suport a la família i amics de la víctima. El sector ferroviari català en el seu conjunt va viure una jornada de dol, i molts sindicats i entitats van expressar solidaritat i van demanar aclarir les causes per prevenir nous accidents.
Els mitjans de comunicació van cobrir àmpliament l’esdeveniment. Diaris i televisions catalanes van obrir informatius amb la notícia, destacant tant la celeritat dels serveis d’emergència com el fet inusual de registrar una víctima mortal a FGC. Mitjans com TV3, La Vanguardia, El Periódico, Ara, El Punt Avui o agències com ACN van fer seguiment continu de l’accident i les investigacions posteriors. La Vanguardia va oferir un minut a minut en directe el 17 de maig amb les reaccions i evolució dels ferits , mentre que televisió i ràdio (TV3, Catalunya Ràdio, RAC1) van entrevistar passatgers afectats i experts en seguretat ferroviària. Es va destacar positivament que la major part dels ferits fossin lleus, atribuïnt-ho a la relativa baixa velocitat dels trens i a l’eficàcia dels protocols d’emergència. També va ser tema de debat la possible responsabilitat per l’accident: els sindicats van comparèixer als mitjans assenyalant possibles mancances en la infraestructura, alhora que la direcció dels FGC demanava esperar els resultats de la investigació oficial. En general, l’accident va obrir un debat sobre la seguretat ferroviària a Catalunya, atès que va coincidir temporalment amb altres incidències ferroviàries menors, i es va posar damunt la taula la necessitat de mantenir i modernitzar les xarxes de rodalies i regionals.

## Mesures posteriors i respostes de les autoritats
Arran del sinistre, tant FGC com les administracions van emprendre accions per tal d’esclarir-ne les causes i evitar que es repetissin incidents similars. En primer lloc, FGC va anunciar immediatament una investigació interna exhaustiva. La presidenta d’FGC, Marta Subirà, va afirmar públicament que es revisaria detalladament tota la informació de l’accident (dades de caixa negra, estat de la via, protocols seguits) i que s’obriria també una investigació externa independent per via judicial per tal de garantir la transparència. Paral·lelament, els Mossos d’Esquadra i el jutjat instructor van continuar amb la seva recerca tècnica i pericial, comptant amb experts de la Unitat de Transport per analitzar els components tècnics involucrats.
Els sindicats de maquinistes (SEMAF, principalment) i altres organitzacions laborals van reclamar una auditoria independent de seguretat. Van sol·licitar a la Generalitat que es constituís una comissió d’investigació parlamentària per analitzar no només aquest accident sinó també els protocols generals de seguretat a la xarxa d’FGC. Aquesta demanda va ser recolzada per alguns grups de l’oposició al Parlament, que en la compareixença del 27 de juliol de 2022 van demanar aprofundir en les responsabilitats i les lliçons apreses del sinistre. Tot i l’impacte de l’accident, finalment no es va crear una comissió d’investigació específica al Parlament, però sí que es va fer un seguiment a través de la Comissió de Territori (competent en transport) on es van presentar els informes tècnics i es van adreçar preguntes a la direcció d’FGC.
Quant a mesures tècniques concretes, FGC va revisar les condicions de la línia Llobregat-Anoia en el tram de Sant Boi. Tot i defensar que la infraestructura estava en bon estat, l’empresa va realitzar inspeccions addicionals de la via i el balast per assegurar l’estabilitat, i va accelerar les obres de manteniment pendents a la zona (les quals s’havien iniciat abans de l’accident). També es va recordar i reforçar entre el personal maquinista la importància de complir estrictament les velocitats de precaució en trams d’obres i d’informar immediatament qualsevol incidència de frenada automàtica o anomalia durant la marxa. Segons va transcendir, FGC va estudiar millores en el sistema de seguretat ATP (Protecció Automàtica de Trens) per tal de que, en situacions de frenada automàtica per excés de velocitat, el tren quedi immobilitzat completament fins a rebre autorització del centre de control per reiniciar la marxa. Aquesta mesura buscaria evitar que un tren pugui reprendre la circulació amb cap element descarrilat sense haver fet una verificació prèvia.
En l’àmbit institucional més ampli, l’accident va incitar reflexions sobre la seguretat ferroviària a tot l'Estat espanyol. El Síndic de Greuges va obrir una actuació d’ofici per demanar informació a FGC i a la Generalitat sobre les causes de l’accident i sobre les actuacions de supervisió que es durien a terme arran del sinistre. Al mateix temps, el Ministeri de Transports va reafirmar la seva voluntat de posar en marxa una Autoritat Independent d’Investigació d’Accidents, figura que s’havia proposat a nivell estatal per reforçar la imparcialitat en l’anàlisi d’accidents de transport, inclosos els ferroviaris. Tot i que aquesta autoritat no es va crear immediatament, iniciatives legislatives en aquest sentit es van anar tramitant els mesos següents a nivell de govern espanyol.
Finalment, FGC va reiterar públicament el seu compromís amb la seguretat i va assegurar que l’accident de Sant Boi seria estudiat a fons per extreure’n aprenentatges. Entre les mesures posteriors cal esmentar l’actualització de certs protocols interns d’operació: per exemple, es va fer incidència en què els maquinistes han de parar atenció redoblada en zones amb limitacions temporals de velocitat per obres, i es van revisar els procediments de comunicació immediata amb el centre de control en cas de qualsevol activació del sistema de frenada automàtica ATP. També es van impartir formacions addicionals als maquinistes sobre la gestió d’emergències i es van avaluar els temps de resposta dels equips d’emergència per tal de millorar-ne la coordinació.

## Dades tècniques rellevants
- Línia i ample de via: L’accident va tenir lloc a la línia Llobregat-Anoia dels FGC, que és de via mètrica (1.000 mm) i amb doble via electrificada al tram metropolità on es troba Sant Boi de Llobregat. La velocitat màxima habitual en el tram Sant Boi de Llobregat – Molí Nou-Ciutat Cooperativa és de 60 km/h, però estava temporalment reduïda a 30 km/h per obres de manteniment en curs.
- Tipus de trens: El tren de passatgers implicat era una unitat elèctrica de FGC sèrie 213 de quatre cotxes amb capacitat per uns 400 viatgers en total (unes 100 places per cotxe). El tren de mercaderies era operat per FGC i constava d’una locomotora dièsel (sèrie 254 dels FGC) arrossegant diversos vagons tipus tremuja carregats de potassa (mineral de sals potàssiques) destinats a l’exportació a través del Port de Barcelona. El tercer vagó d’aquest tren de mercaderies va ser el que va descarrilar i bolcar.Tren de passatgers dels FGC, sèrie 213 a Montserrat-Aeri.

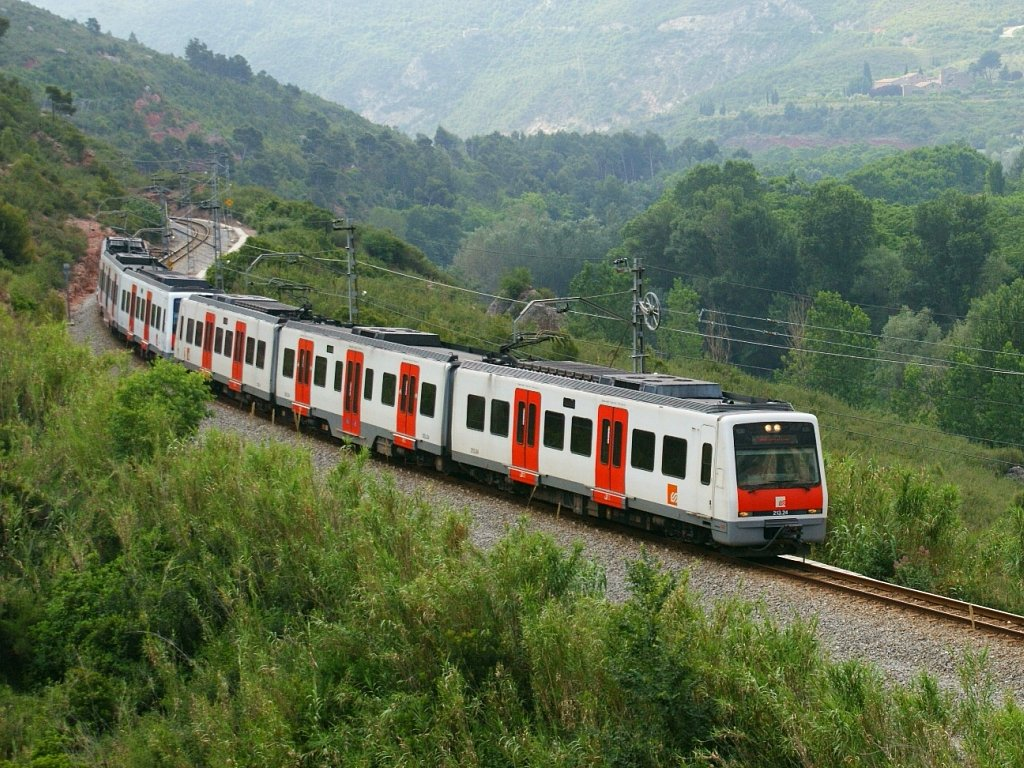
Tren de passatgers dels FGC, sèrie 213 a Montserrat-Aeri.

- Pes i longitud del comboi de mercaderies: Encara que les dades exactes varien en funció de la càrrega, es calcula que cada vagó de potassa carregat pesa al voltant de 80-100 tones. El comboi accidentat transportava diversos vagons (normalment aquests trens poden portar entre 8 i 12 vagons); la seva longitud total podia superar els 150 metres. El fet de bolcar un vagó de potassa (de gran tonatge) va amplificar la força de l’impacte contra el tren de passatgers.
- Sistema de seguretat i senyalització: La línia disposa de senyalització lateral lumínica i d’un sistema d’ATP que supervisa la velocitat dels trens. En el punt de l’accident hi ha una senyal avançada que indica desviament cap a una via secundària més endavant; aquesta senyal (balisa) envia un avís a bord que el maquinista ha de confirmar. Si no ho fa, el sistema aplica una frenada automàtica d’emergència del tren . Això és exactament el que va passar al tren de mercaderies: en no rebre confirmació, l’ATP va activar els frens.
- Velocitat del tren de mercaderies: Segons l’anàlisi de la caixa negra, circulava a aproximadament 43 km/h just abans de la frenada automàtica, quan el límit temporal era de 30 km/h en aquell tram . Aquesta diferència (un 43% per sobre del límit permès) va ser crítica en la pèrdua de control.[18]
- Velocitat del tren de passatgers en el xoc: Es calcula que era d’uns 30 km/h en el moment de la col·lisió, gràcies a la frenada d’urgència que va emprendre el maquinista en veure el vagó a la via . Abans de frenar, el tren de passatgers probablement accelerava sortint de l’estació, però la proximitat va fer que no superés encara velocitats altes.
- Temps transcorregut en l’accident: Des del descarrilament del vagó de mercaderies fins a la col·lisió amb el tren de passatgers van passar escassos segons. En concret, van transcórrer només 9 segons des que el vagó de mercaderies va bolcar sobre la via fins que va ser envestit pel tren de passatgers  . Tot l’incident es va desencadenar en menys d’un minut des de la frenada inicial.
- Visibilitat i condicions: El xoc es va produir en una corba tancada d’entrada a l’estació, la qual cosa limitava la visibilitat entre ambdós trens fins a l’últim moment . Això explica que el maquinista del tren de passatgers no pogués veure l’obstacle fins ser massa a prop. Les condicions meteorològiques en aquell moment eren bones (tarda assolellada) i per tant no van influir en l’accident.
- Resistència del material: La construcció dels trens de passatgers dels FGC (dissenyats amb cabines reforçades) i el fet que el vagó bolcat fos relativament baix van fer que l’impacte afectés sobretot la cabina i part frontal, mantenint intacta l’estructura dels cotxes de viatgers darrere. Això va contribuir a que no hi hagués més víctimes mortals ni ferits crítics entre els passatgers, tal com van destacar els responsables dels FGC en la investigació.